# Amans de Robert d'Aqueria de Rochegude
Amans Joseph Marie de Robert d'Aqueria de Rochegude, 3e marquis de Rochegude (Avignon, 9 janvier 1782 - Avignon, 21 mars 1865) est un homme politique et militaire français.

## Biographie

### Vie privée
Il est le fils de Louis Joseph Jean Marie Dominique de Robert d'Aqueria de Rochegude, 2e marquis de Rochegude (1734-1790), chevalier seigneur de Rochegude, Albagnanet, etc., lieutenant-colonel de cavalerie, chevalier de l'ordre royal et militaire de Saint-Louis, et d'Angélique Gabrielle de Peillon (1755-1809).

### Vie publique
il entra au service en 1814 dans les chevau-légers de la maison du Roi. 
Pendant les Cent-Jours, il s'enrôla dans les volontaires royalistes et chercha à rejoindre le duc d'Angoulême. Nommé, en 1816, capitaine au 3e régiment d'infanterie de la garde royale, il devint, en 1826, chef de bataillon au 13e de ligne.
Il fut élu, le 24 novembre 1827, député du grand collège de Vaucluse, et réélu, le 19 juillet 1830, il prit place à l'extrême droite et repoussa l'Adresse des 221. Il donna sa démission après les journées de juillet, et fut remplacé, le 13 novembre suivant, par Auguste de Cambis d'Orsan.

## Famille
Il épouse en premières noces, le 20 juin 1808, Aglaé Marie Delphine Félicité Joséphine Louise de Capellis (1787-1868), fille d'Hyppolyte de Capellis, 3e marquis de Capellis et de Marie Alexandrine Félicité de Flahault de La Billarderie. Ils ont six enfants.
- Marie Charlotte Joséphine Henriette Stéphanie de Robert d'Aquéria de Rochegude (16 juin 1809 - 28 mars 1871) épouse Théodore de La Rivière Pré-d'Auge (4 juin 1806 - 8 juillet 1875), dont descendance ;
- Marie Anne Élisabeth Félicité Léonie Joséphine de Robert d'Aquéria de Rochegude (9 décembre 1811 - 5 janvier 1862) épouse Antoine Charles Tardieu de Maleissye, marquis de Maleissye (21 octobre 1812 - 31 octobre 1892), dont descendance ;
- Marie Joseph Narcisse Hippolyte de Robert d'Aquéria de Rochegude, 4e marquis de Rochegude (26 juillet 1813 - 28 avril 1894) épouse Edmée Richard de Montjoyeux (1826 - 6 novembre 1877), dont descendance ;
- Marie Alexandrine Claire de Robert d'Aquéria de Rochegude (1817 - 5 juin 1895) épouse Joseph Louis de Guilhermier, comte de Guilhermier (1815 - 15 février 1877), dont descendance ;
- Marie Françoise Antoinette de Robert d'Aquéria de Rochegude (1825 - 7 janvier 1856) épouse Honoré-Charles Baston de La Riboisière, 2e comte Baston de La Riboisière (21 septembre 1788 - 21 mars 1868), dont descendance ;
- Marie Joseph Ernest de Robert d'Aquéria de Rochegude, 5e marquis de Rochegude (1828 - 4 avril 1899) épouse Maria Rosa Alfreda Mortara y Jackson (19 juillet 1835 - 15 mars 1913), dont descendance.

Il entretient une relation avec Marguerite Paule Dessaud (1777-1856), fille d'Antoine Dessaud et d'Anne Girard. Ils ont un enfant.
- Alphonse Joseph Paul de Robert d'Aquéria de Rochegude, comte d'Aquéria (27 décembre 1805 - 4 mai 1888) épouse Joséphine Élisabeth Jaubert (19 juin 1828 - 21 novembre 1900), dont descendance ;

## Distinctions

### Décorations françaises
- Chevalier de la Légion d'honneur (décret du 4 novembre 1829)[1].